# 石垣幸俊
石垣 幸俊（いしがき ひさとし、1954年7月4日 - ）は、日本の実業家。ブルドックソース代表取締役社長、イカリソース代表取締役社長、日本ソース工業会会長。

## 人物・経歴
北海道出身。1973年北海道札幌南高等学校卒業。1977年小樽商科大学商学部経済学科卒業。1978年ブルドックソース入社。2000年取締役マーケティング室長に昇格。2001年取締役経営企画室長。
2005年イカリソース代表取締役社長。2008年ブルドックソース常務取締役。2011年ブルドックソース専務取締役。2017年からブルドックソース代表取締役社長を務め、新商品や新ブランドの展開などを進めた。2018年日本ソース工業会会長。